# Lieja-Bastoña-Lieja 1993
La Lieja-Bastoña-Lieja 1993 fue la 79.ª edición de la clásica ciclista. La carrera se disputó el 18 de abril de 1993, sobre un recorrido de 261 km, y era la cuarta prueba de la Copa del Mundo de Ciclismo de 1993. El danés Rolf Sørensen (Carrera-Tassoni) fue el ganador imponiéndose por un solo segundo de diferencia al suizo Tony Rominger (CLAS-Cajastur). El italiano Maurizio Fondriest (Lampre-Polti) acabó en tercera posición.

## Clasificación final
| Posición | Ciclista           | Equipo          | Tiempo   |
| -------- | ------------------ | --------------- | -------- |
| 1        | Rolf Sørensen      | Carrera         | 7h14'08" |
| 2        | Tony Rominger      | CLAS-Cajastur   | a 1"     |
| 3        | Maurizio Fondriest | Lampre-Polti    | a 21"    |
| 4        | Jan Nevens         | Lotto-Caloi     | s.t.     |
| 5        | Moreno Argentin    | Mecair-Ballan   | a 37"    |
| 6        | Claudio Chiappucci | Carrera         | a 1'05"  |
| 7        | Giorgio Furlan     | Ariostea        | s.t.     |
| 8        | Viacheslav Yekímov | Novemail-Histor | a 1'19"  |
| 9        | Laurent Jalabert   | ONCE            | a 1'43"  |
| 10       | Steven Rooks       | Festina-Lotus   | s.t.     |